# Solca
Pour l’article homonyme, voir Solca (Pologne).
Solca (allemand: Solka) est une ville du județ de Suceava, Bucovine, Moldavie, située dans le nord-est de la Roumanie. En 2011, elle comptait 2 188 habitants.
Son nom vient du nom de la rivière Solca qui la traverse, et est dérivé du slave « sol », qui signifie « sel », par référence aux nombreuses sources salées de la région.
La ville est mentionnée initialement dans un document de Alexandre Ier le Bon (Alexandru cel Bun) du 15 janvier 1418. Plus tard, Solca devient un marché.
La ville a été avant la Première Guerre mondiale une station thermale, où les curistes aimaient se reposer et prendre les eaux, tout en profitant de l'air et du paysage vallonné avoisinant.
Elle a été complètement détruite pendant la Première Guerre mondiale à la suite des combats entre les armées autrichiennes et russes.

## Bière
La brasserie fondée en 1810, qui fabrique une bière renommée, la Solca, à laquelle on attribue son goût inimitable à l'eau salée des sources avoisinantes avec laquelle elle est faite, après avoir rouvert en 2004, est maintenant fermée.